# Lorenzo Milans del Bosch
Lorenzo Milans del Bosch y Mauri (Arenys de Mar, 4 de septiembre de 1811-Madrid, 1878) fue un militar español.

## Biografía
Hijo del también militar Francisco Milans del Bosch, participó en la Primera Guerra Carlista en el bando cristino. Amigo personal del general Prim, en 1843 fue elegido diputado al Congreso por la circunscripción de Barcelona y participó en los movimientos que llevaron a la caída de Baldomero Espartero en 1843 de la Regencia.  En 1861 participa con Prim en la expedición anglo-franco-española a México, negociando con el presidente Benito Juárez el final de la intervención. Junto a Prim y la flota inglesa, fue partidario del regreso a España y no mantener una lucha en tierras lejanas por el control del país. Participa en el fracasado alzamiento de Villarejo pero no es ajusticiado, pudiendo después dar soporte a la Revolución de 1868. En 1871 desempeñó el cargo de senador por la provincia de Huelva y en 1872 pasó a ser senador por la provincia de Ávila. En el Sexenio Democrático fue también capitán general de Castilla, retirándose de la actividad militar durante la restauración borbónica. Falleció el 20 de enero de 1878 en Madrid.